# Paul Hahn (Fußballspieler)
Paul Hahn (* 16. Januar 1949 in Sonsbeck, Nordrhein-Westfalen) ist ein ehemaliger deutscher Fußballspieler. In der Bundesliga absolvierte der Abwehrspieler 81 Spiele und erzielte dabei vier Tore; in der Zweiten Bundesliga absolvierte er 237 Spiele und erzielte acht Tore. In der zweitklassigen Fußball-Regionalliga West kam er auf 73 Spiele und erzielte 11 Tore. Mit Chicago Sting wurde er 1981 Meister der USA.

## Laufbahn

### Uerdingen, 1971 bis 1981
Beim heimischen SV Sonsbeck begann Hahn als Schüler mit dem Fußballspiel. Im Sommer 1971 wechselte er aus dem Amateurbereich vom TuS Lintfort zum Aufsteiger in die Regionalliga West, zu Bayer 05 Uerdingen. Als Libero war er für Bayer 05 die nächsten zehn Jahre aktiv. Unter Fußball-Abteilungsleiter Paul Hufnagel und dem Diplom-Sportlehrer als Trainer, Klaus Quinkert, hatte die Mannschaft aus Krefeld-Uerdingen den Aufstieg in die damalige Zweitklassigkeit geschafft. Neben Paul Hahn kamen mit Hans Sondermann, Horst Riege und Manfred Burgsmüller noch weitere Neulinge in die Grotenburg-Kampfbahn. Der 1,86 m große Libero Hahn avancierte von Beginn seiner Spielertätigkeit an bei Uerdingen zum unverzichtbaren Stammspieler und Dirigent der Defensive. Er absolvierte in der Saison 1971/72 26 Ligaeinsätze und erzielte vier Tore beim Erreichen des siebten Tabellenranges des Regionalliganeulings. Durch die Steigerung in den letzten zwei Runden der alten zweitklassigen Regionalliga, 1973 und 1974, auf zweimal den dritten Rang, wurde Bayer Uerdingen in die 1974/75 startende neue 2. Fußball-Bundesliga aufgenommen. Insgesamt hat Hahn in den drei Jahren Regionalliga 73 Ligaspiele mit elf Toren für Uerdingen absolviert.
Im Debütjahr der 2. Liga, 1974/75, starteten Hahn und Kollegen in der Nordgruppe die aus 20 Vereinen bestand. Die Bundesligaabsteiger Hannover 96 und SC Fortuna Köln waren gemeinsam mit Borussia Dortmund und dem letzten Meister der Regionalliga West, SG Wattenscheid 09, die Favoritenteams. Die "Roten" aus Hannover setzten sich mit ihren Torschützen Peter Dahl (23 Tore) und Gerd Kasperski (20 Tore) relativ sicher durch und gewannen die Meisterschaft im Norden. Im Kampf um den zweiten Platz waren Uerdingen, St. Pauli und Arminia Bielefeld beteiligt. Libero Hahn absolvierte alle 38 Rundenspiele und führte mit der besten Abwehr – 66:38 Tore – sein Team zur Vizemeisterschaft; Bayer 05 verwies St. Pauli und Bielefeld knapp mit einem Punkt auf die Plätze. Damit standen die Qualifikationsspiele für den Platz des dritten Bundesligaaufsteigers gegen den Südvizemeisterschaft FK Pirmasens am 18. und 22. Juni an. Das Hinspiel endete 4:4 und im Rückspiel erlebten 24.000 Zuschauer einen Festtag im Grotenburg-Stadion. Eine entfesselte Bayer-Elf eroberte sich mit einem 6:0-Erfolg den Aufstiegsplatz in die Bundesliga. Hahn hatte in beiden Spielen, wie während der gesamten Runde, als Libero agiert.
Mit den Neuzugängen Peter Lübeke, Lorenz-Günther Köstner, Reinhard Willi, Uwe Hansel und Wolfgang Figura ging der BL-Aufsteiger die Saison 1975/76 an; der torgefährliche Mittelfeldakteur Wolfgang Lüttges schloss sich Hannover 96 an. Mit einer 1:2-Auswärtsniederlage am 9. August 1975 bei Rot-Weiss Essen – zwei Tore von Horst Hrubesch – starteten Hahn und Kollegen in die Bundesliga. Am Rundenende belegten sie mit 22:46 Punkten den 18. Rang und stiegen somit umgehend wieder in die 2. Liga ab. Mit 28 erzielten Treffern hatten sie den torärmsten Angriff der Liga gestellt. Dass Libero Hahn auch in der höchsten Klasse konkurrenzfähig war, wurde auch durch seine zwei Berufungen in die deutsche B-Nationalmannschaft im September und Oktober der Hinrunde zum Ausdruck gebracht. Er debütierte am 2. September bei einem 2:0-Erfolg in Augsburg gegen Österreich in der B-Elf und spielte dabei gemeinsam mit Torhüter Norbert Nigbur, Verteidiger Bernard Dietz und Stürmer Karl-Heinz Rummenigge. Fünf Wochen später gewann er auch das zweite B-Länderspiel mit 2:0 in Duisburg gegen Rumänien. Hier bildete er die Defensive mit Harald Konopka, Michael Sziedat und Vorstopper Reiner Hollmann.
Nach dem Abstieg blieb Hahn weiterhin in Uerdingen und benötigte drei Anläufe zur Bundesligarückkehr. In der Saison 1978/79 kam der Mannschaftskapitän unter Trainer Horst Buhtz wiederum zur Vizemeisterschaft und damit in zwei Qualifikationsspiele gegen den Südvizemeister SpVgg Bayreuth. In beiden Spielen führte er die Bayer-Elf als Libero an; beim 1:1-Auswärtsremis am 14. Juni in Bayreuth hatte er maßgeblichen Anteil am umkämpften 1:1-Remis. Die beiden Bayreuther „Oldies“, Wolfgang Breuer und Manfred Größler, heizten im Zusammenspiel mit ihren Mannschaftskameraden der Uerdinger Abwehr gewaltig ein. Das Heimspiel am 20. Juni brachte mit einem Tor von Willi Götz in der 85. Minute die 2:1-Entscheidung für die Heimmannschaft.
Mit dem 3:2-Heimerfolg am 33. Spieltag, den 24. Mai 1980, gegen Eintracht Frankfurt brachten sich Hahn und Kollegen endgültig in Sicherheit, sie hielten die Klasse in der Saison 1979/80. Der Libero hatte 28 Ligaspiele bestritten, zumeist mit Vorstopper Norbert Brinkmann an der Seite. Für die Tore der Uerdinger hatten sich in erster Linie Friedhelm Funkel mit 14 und Jan Mattsson mit 12 Treffern verantwortlich gezeigt. Im Folgejahr, 1980/81, stieg Hahn mit Uerdingen als 18. in die 2. Liga ab. Funkel spielte auf dem Betzenberg für die "Roten Teufel" und Mattsson erzielte in elf Spielen ein Tor. Hahn hatte in 27 Ligaspielen drei Tore erzielt. Sein letztes Bundesligaspiel für Uerdingen absolvierte er am 16. Mai 1981 bei einem 2:2-Remis bei Eintracht Frankfurt. Nach zehn Runden mit insgesamt 81 Bundesligaspielen (vier Tore), 237 Einsätze in der 2. Bundesliga (acht Tore) und 81 zweitklassigen Regionalligaeinsätzen (vier Tore) zog es ihn Mitte 1981 in die NASL nach Nordamerika.

### Chicago und Oberhausen, 1981 bis 1986
Im Jahr 1981 wechselte er in die nordamerikanische Profiliga NASL und schloss sich dort den Chicago Sting an. Mit dem Verein gewann Paul Hahn auf Anhieb die US-Meisterschaft gegen Cosmos New York, für Chicago spielte er insgesamt 54 mal und erzielte dabei zwei Tore. 1982 wechselte er dann in die Oberliga Nordrhein zu Rot-Weiß Oberhausen, mit den Rot-Weißen gelang ihm der Aufstieg in die 2. Bundesliga. In Oberhausen beendete er 1986 nach nochmals 103 Spielen (3 Tore) in der 2. Bundesliga seine Karriere.
Als Trainer betreute er in der Saison 1988/89 den Verbandsligisten Viktoria Goch.

## Nach der Fußballkarriere
Heute betreibt Paul Hahn ein Sportcenter in Sonsbeck und war bis 2015 2. Vorsitzender des SV Sonsbeck in der Oberliga Niederrhein.
Im Spielerlexikon von Karn und Rehberg wird zu Hahn festgehalten: "Ein exzellenter Libero, technisch sehr gut, intelligent in der Spieleröffnung und absoluter Kopf der Mannschaft."